# Zedel

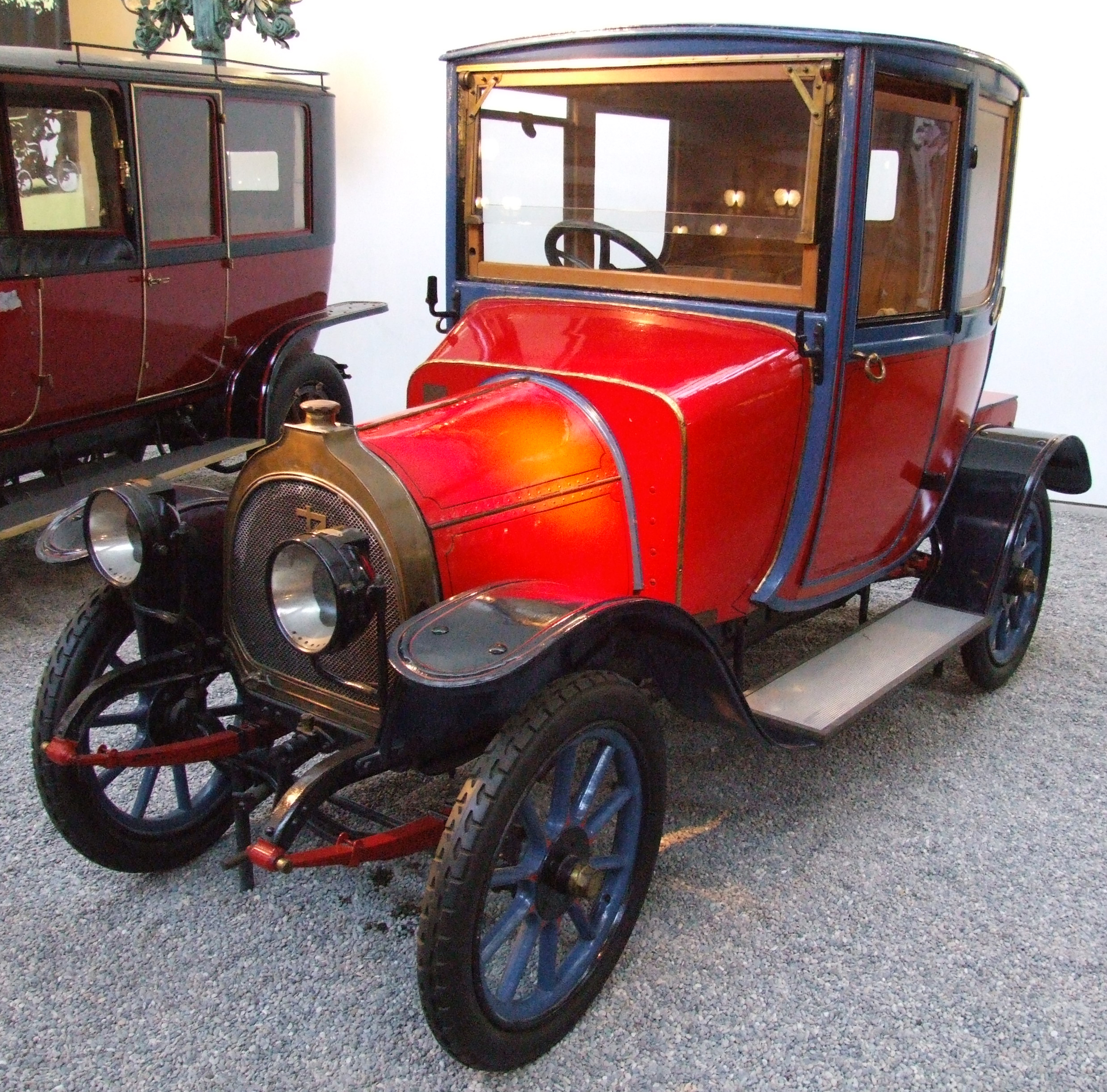
Zedel Coupé Docteur CI (1911), čtyřválec 1954 cm³, výkon 4 k, max. rychlost 48 km/h, Cité de l'Automobile, Mulhouse, Francie

Zedel byl švýcarský výrobce motorů a motorových vozidel. Zédel je uměle vytvořené slovo z fonetického přepisu iniciál majitelů značky Z & L. Motory Zedel osazovaly své motocykly a automobily výrobci jako Mars, Victoria, Minerva, ale také NSU nebo Peugeot.

## Historie
Švýcaři Ernst Zürcher a Hermann Lüthi vyráběli v letech 1897 až 1907 ve své firmě Zürcher u. Lüthi & Cie. se sídlem v Saint-Aubin v kantonu Neuchâtel řadové čtyřválcové motory, které byly prodávány výrobcům motocyklů ve Francii, Rakousku, Německu i Anglii. V roce 1901 bylo změněno jméno firmy na Zedel, v té době zaměstnávala kolem 130 lidí.
Kvůli francouzským dovozním clům bylo rozhodnuto otevřít v pohraničním Pontarlier pobočku. Původně malá dílna se brzy změnila na továrnu pro montáž motorů pro motocykly a automobily, zaměstnávala však téměř výhradně švýcarské pracovníky. V roce 1906 začala společnost vyrábět automobily. Rychlý rozvoj firmy zastavily finanční potíže, díky nimž se většinovým akcionářem stal jeden z dodavatelů - Samuel Graf. Graf chtěl v celém závodě vyrábět už jen automobily, což Ernest Zürcher odmítal.
Zedel SA v Pontarlier nadále vyráběla motory, ale vyvíjela i vlastní automobil. Typ 22 B 7/8 cv měl vylepšený čtyřválcový motor z Typu A, tento prototyp vznikl ještě před odchodem Ernesta Zürchera z firmy. V roce 1907 byl Zürcher donucen továrnu v St. Aubin i s pobočkou ve Pontarlier prodat Samuelu Grafovi.
Do začátku první světové války vznikly ještě typy CA, CB, CC, CG, CF, DB a DBS. V roce 1910 vznikl mnohem modernější Typ E. Krátce nato následovaly modely CI a H 3563 cc. Ty byly určeny zámožným zákazníkům, společnost je vyvážela do Anglie (a celého Commonwealthu), Belgie, Itálie, Švýcarska, Španělska, Thajska, Ruska i USA. Do roku 1914 bylo celkem vyrobeno kolem 400 automobilů Zedel.
Během války začalo váznout zásobování materiálem a i prodej vozů stagnoval. Továrna musela podle nařízení francouzské vlády přejít na výrobu granátů. Vedoucí pracovníci se mezitím vrátili zpět do Švýcarska.

## Zánik
Samuel Graf prodal továrnu v roce 1919 firmě Jérôme Donneta. Společnost Donnet do roku 1927 pokračovala ve výrobě vozů Donnet-Zédel, poté už jen pod označením Donnet. O šest let později přestal existovat i Donnet, když se sloučil s třemi francouzskými firmami: Delahaye, Unic a Chenard & Walker. V roce jeho provozy převzal dovozce vozů Fiat Pigozzi a začal zde vyrábět modely Simca-Fiat. Později přešel majetek na firmu Simca od ní pak do společnost Citroën.